# Eberhard Kummer
Pour les articles homonymes, voir Kummer.
Eberhard Kummer (né le 2 août 1940 à Krems an der Donau et mort le 12 juillet 2019 à Vienne) est un chanteur, avocat, et spécialiste de la musique médiévale.

## Biographie
Issu d'une famille très encline à la musique, il obtient en 1966 un doctorat de droit à l'université de Vienne. De 1976 à 1989, il fut recteur de l'Académie de musique et d'arts du spectacle de Vienne et sous-secrétaire d'état au sein du ministère de la science autrichien. En parallèle, il s'est forgé une solide technique vocale, en tant que baryton-basse, et participe à de nombreux concerts (lieder, cantates, messes, ...).
Il se spécialise peu à peu dans la musique médiévale, et en particulier la poésie épique et la chanson folklorique germanique. Afin d'accompagner ses chansons, il participe à la renaissance de la vielle à roue, dont il s'accompagne souvent. Eberhard Kummer réalise de nombreuses conférences en Europe, aux États-Unis et en Afrique.

## Discographie

### propres productions
- 1978, 1981: Alt-Wiener Volkslieder. Preiser-Records, EMI-Electrola, Köln (LP et CD)
- 1978: Der Mönch von Salzburg / Cesar Bresgen, Help Austria Records HAS 174.
- 1984: Das Nibelungenlied. Pan-Verlag, Wien (LP)
- 1984: Der Mord auf der Mölkerbastei. Pan-Verlag, Wien (LP)
- 1986: "Lieder und Reigen des Mittelalters - Neidhart von Reuental" . Pan-Verlag, Wien.(LP Nr. 117 001)
- 1987: Ballade von Wolf Dietrich und andere Balladen. Lyraphon, Salzburg (MC Nr. unbekannt)
- 1990: Max und Moritz von Wilhelm Busch. Extempore Records, Linz (MC LC 8075)
- 1993: Sentimentale Volkslieder vom Tod, von Räubern und Mördern gem. mit Elisabeth Orth. Preiser-Records, Wien (CD)
- 1995: Das Buch von den Wienern – aufgeschrieben von Michel Beheim. Preiser-Records, Wien (CD 90206)
- 1997: Alt-Wiener Volkslieder I + II. ORF und Preiser-Records, Wien (CD 90038, 90131)
- 1998: Das Nibelungenlied, Walther von der Vogelweide, Kürenberger. Extraplatte, Wien (nicht identisch mit der LP von 1984, sondern Neuaufnahme: CD, Stereo 93415)
- 1998: Es fuegt sich. Lieder des Oswald von Wolkenstein. Preiser-Records, Wien (CD, Stereo 91051)
- 2004: Laurin – Epos und Schwank im mittelalterlichen Tirol. ORF, Wien (u.a. Ausschnitte aus dem Laurin-Epos, den Dietrich-Epen von der Virginal sowie dem Riesen Ecke, dem Willehalm Wolframs von Eschenbach, dem Iwein Hartmanns von Aue sowie zwei Schwankmären: Edition Alte Musik CD 363)
- 2004: Lieder zur Leier & Wissenswertes von Weihnachten. Gem. mit Helga Maria Wolf. Extraplatte, Wien (CD LC 8202)
- 2006: Nibelungenlied, Complete Recording. The Chaucer Studio, Provo, Utah/ États-Unis (2 MP3-CD )
- 2007: Die Lieder des Hugo von Montfort. ORF, Wien (Edition Alte Musik 2 CD + DVD, CD 3011)

### En tant que participant
- 1980: Lieder und Duette der Romantik. Interpret/innen: Guy-Kummer, Elisabeth (Alt). Kummer, Eberhard (Bass). Ortner, Roman (Klavier). LP, Wien : Preiser
- 1983: In adventu Domini : vorweihnachtl. Musik von 1200 bis 1600. Wien : Mirror Music
- 1986: Scholi singt. Lieder & Balladen des ausgejagten Studenten LP Lyraphon 580441, Seekirchen/Salzburg: Tonstudio "Die Mühle".
- 1990: Mozart, Tänze und Menuette. Wiener Akademie Martin Haselböck auf Originalinstrumenten. Novalis, Schweiz ??? (CD 150 059-1)
- 1993: Es ist ein schön Ding umb ein Rosen. Live-Mitschnitt der Uraufführung im Rahmen des Carinthischen Sommers in Villach. Carinthischer Sommer (CD 1111)
- 1994: Hans Sachs und seine Zeit. Clemencic Consort. Stradivarius dischi, Milano (Neuauflage 2010)
- 1997: Meilensteine der Volksmusik. Volkskultur Niederösterreich, Atzenbrugg. CD-Serie. Advent und Weihnachten in den Bergen. Verlag ??? München
- 1998: Der Staat ist in Gefahr! Lieder zur Wiener Revolution 1848. Wiener Volksliedwerk und Extraplatte, Wien (CD LC 8202)
- 1999: Das Narrenschiff - Mitschnitt der Aufführung des gleichnamigen Theaterstückes bei den Sommerspielen im Stift Altenburg. CD, Wien: Preiser: 1999
- 2000: Zu ebener Erde und erster Stock. Wiener Lieder und Tänze 1760-1860. "Die Eipeldauer". Extraplatte, Wien (CD EX 443-2)
- 2002: Mittelalterliche Lieder und Tänze. Paul Hofhaimer Consort Salzburg.Verlag der Bibliothek der Provinz, Weitra / Weinberg Records, Kefermarkt (CD SW 010173)
- 2004: Die geistliche Nachtigall. Weihnachts- und Hirtenmusik aus dem Alten Österreich. Clemencic-Consort Arte Nova Classics, München. (CDLC 3480)
- 2005: Hadamar von Laber - Jagd nach Liebe. Clemencic-Consort (Oehms Classics OC 519)
- 2009: Wir zogen gegen Napoleon. Musik der napoleonischen Epoche. (CD LC 16167)